# Frederiksborg Slotssø
Frederiksborg Slotssø er en sø i det centrale Hillerød. Frederiksborg Slot er placeret på tre holme i søen.
Slotssøen får sit vand fra flere mindre søer i Hillerød, blandt andre Teglgård Sø. Den har afløb gennem en sluse til Slotsmøllegrøften som ender i Pøle Å. Slotssøen er ni meter dyb hvor den er dybest. Vandstanden i søen er reguleret så egestolperne som udgør fundamentet for Frederiksborg Slot altid står under vand.
Der er en ca. 2,4 km lang uskiltet gang- og cykelsti kaldet Søstien rundt langs kanten af Slotssøen. Søstien blev anlagt af Hillerød Kommune i år 2000. Tidligere havde offentligheden ikke adgang til søen.
Om sommeren er der færgefart på søen. Færgen er en Hillerøds store turistattraktioner efter Frederiksborg Slot. I filmen Hopla på sengekanten indgår der scener som er optaget på færgen på Hillerød Slotssø.
Slotssøen er stærkt forurenet med fosfor og har kraftig algevækst. Søen restaureres med udfældning af fosfor i søens sediment med aluminium. Hillerød Forsyning vil fra år 2021 lave separat kloakering i Hillerød bymidte og begynde at lede regnvand til Slotssøen. Regnvandet skal renses for fosfor, og Hillerød Forsyning håber at det vil medvirke til at gøre søen renere.
- Færgen på søen